# Leonid Krasin
Die Leonid Krasin (russisch Леонид Красин) (dt. Leonid Krassin) ist ein Flusskreuzfahrtschiff, das im Jahre 1989 in der DDR im VEB Elbewerften Boizenburg/Roßlau in Boizenburg gebaut wurde und zur Dmitriy Furmanov-Klasse, Projekt 302, Serie II gehört. Die deutsche Bezeichnung war BiFa 129М (Binnenfahrgastschiff 129 Meter). Das Schiff wurde nach dem Namen des russischen Revolutionärs und Kampfgefährten von Stalin und Lenin Leonid Krassin benannt. Der Heimathafen ist Moskau.

## Geschichte
Das Flusskreuzfahrtschiff mit vier Passagierdecks wurde 1989 auf der deutschen Werft im VEB Elbewerften Boizenburg/Roßlau in Boizenburg für die Reederei „Moskowskoje Retschnoje Parochodstwo“ (ГП Московское речное пароходство МРФ РСФСР) in Moskau gebaut. Es gehört zu einer 1983 bis 1992 hergestellten Baureihe von 27 + 1 (Vladimir Vysotskiy – nicht beendet) Schiffen der Dmitriy Furmanov-Klasse, eine Weiterentwicklung der Vladimir Ilyich-Klasse von derselben Werft. Das Schiff verfügt über einen dieselelektrischen Antrieb mit drei Hauptmotoren. Das Schiff wird auf der Strecke Moskau – Sankt Petersburg für ausländische Touristen eingesetzt.

## Ausstattung
Alle komfortablen 1-, 2- und 4-Bett-Kabinen sind ausgestattet mit Klimaanlage, Kühlschrank, Dusche und WC, 220-V-Anschluss und haben große Fenster (ausgenommen im unteren Deck). An Bord befinden sich ein Restaurant und Bar-Restaurant, zwei Bars, ein Veranstaltungsraum, Sonnendeck mit Liegestühlen, Musiksalon, Sauna.